# Acantholycosa khakassica
Acantholycosa khakassica Marusik, Azarkina & Koponen, 2004 è un ragno appartenente alla famiglia Lycosidae.

## Etimologia
Il nome della specie deriva dalla zona di rinvenimento: la repubblica della federazione russa della Khakassia.

## Caratteristiche
L'olotipo maschile rinvenuto ha lunghezza totale è di 8,50-9,20mm; la lunghezza del cefalotorace è di 3,90-4,20mm; e la larghezza è di 3,00-3,30mm.

## Distribuzione
La specie è stata reperita nella Russia centrale: l'olotipo maschile è stato rinvenuto 20 chilometri a sudsudest di Mrassu, nei monti dell'Abakan, nel sudovest della Chakassia.

## Tassonomia
Appartiene al khakassica-group, le cui caratteristiche peculiari sono: l'embolus possiede nella parte centrale un'escrescenza biforcuta ed una punta sottile rastremata.
Al 2016 non sono note sottospecie e dal 2004 non sono stati esaminati nuovi esemplari.